# Echinococcus shiquicus
Echinococcus shiquicus es una especie de cestodo parásito de la familia Taeniidae, identificado por primera vez en 2005. Se encontró en zorros tibetanos en la región de la meseta Qinghai, en el Tíbet. Se identificaron dos tipos diferentes, tenían una variante consistente en una estróbila corta con anillos grávidos simples. La estróbila, ganchos rostelares del escólex, la ubicación del poro genital y el número de huevos en el útero grávido ayudaron en la diferenciación de E. shiquicus de las otras especies. El metacestodo de E. shiquicus se detectó exclusivamente en las pikas de la meseta. Las larvas son únicas y se convierten en miniquistes uniloculares de aproximadamente 1 cm de diámetro en el hígado o los pulmones.

## Historia
E. shiquicus fue descrito por primera vez por Xiao en el año 2005, se encontraba en el zorro tibetano en Shiqu, comarca de la meseta Qinghai, en el Tíbet, en China. Antes del análisis molecular, E. shiquicus fue aislado del zorro tibetano, Vulpes ferrilata. Primero se le asoció con una cepa de la especie E. multilocularis debido a su parecido morfológico, aunque se trata de un metacestodo de la pika de la meseta Ochotona curzoniae. A continuación, fue reconocido como E. granulosus debido a las características de su quiste unilocular. Pero finalmente, basándose en los criterios taxonómicos, incluyendo la morfología, la especificidad del huésped, características moleculares y distribución geográfica, se consideró como una nueva especie de Echinococcus.

## Ciclo y morfología
En el ciclo silvestre de E. shiquicus interviene el zorro tibetano y la pika de la meseta como huéspedes definitivo e intermediario, respectivamente, que son especies autóctonas de las tierras altas del Tíbet.
Sin embargo, E. shiquicus ha sido identificado en los perros del este de la región de la meseta Qinghai, en el Tíbet, en China, utilizando la técnica de copro-PCR y secuenciación.
Se han observado dos tipos de vermes adultos de este parásito. El primero, de poco más de 1 mm de longitud, está compuesto por un escólex, un anillo prematuro y un anillo grávido. El segundo, de un tamaño algo superior al anterior, también está formado por un escólex armado con ganchos, además de un anillo inmaduro, un anillo maduro y uno grávido (con un útero cargado de huevos). El número de anillos en un adulto se limita a tres por lo tanto. E. shiquicus se diferencia fácilmente de E. granulosus por tener una longitud más corta, además de una longitud de los ganchos rostelares diferente, útero del anillo grávido no ramificado y la posición anterior del poro genital en el anillo grávido. Además, la posición superior del poro genital en el anillo maduro, la presencia de ganchos rostelares más pequeños y el menor número de huevos en el útero del anillo grávido de E. shiquicus (menos de 100) son útiles para la diferenciación de E. shiquicus de E. multilocularis.
La etapa del metacestodo se caracteriza por la presencia de un miniquiste unilocular que contiene cápsulas de cría desarrolladas sin quistes hijos en hígado o pulmón del hospedador intermediario, la pika.
Las infecciones concomitantes (dobles) de E. shiquicus con E. multilocularis han sido recientemente identificadas en Ochotona curzoniae y Vulpes ferrilata.

## Epidemiología y lucha
El potencial zoonótico de E. shiquicus sigue siendo desconocido. Aunque recientemente se han descrito algunos casos de equinococosis alveolar y unilocular en los tibetanos, probablemente no debidos a esta especie. A pesar de ello, se debe extremar la precaución, este parásito no debe ser descuidado en los programas de control, tales como el seguimiento y vigilancia en una población que se encuentra en riesgo.
Por lo tanto, se requieren estudios adicionales para examinar la posibilidad de infecciones humanas, dentro de los cuales se pueden emplear modelos con animales por pasos en serie utilizando antígenos de diagnóstico.

## Los marcadores evolutivos y enfoques moleculares en la identificación deEchinococcus spp
La evolución de Echinococcus spp. se puede considerar una combinación de los tres principales mecanismos que afectan por separado a la composición del genoma de cada especie: mutación, selección y deriva genética. Las mutaciones se produjeron en los sitios no sinónimos y los sitios sinónimos. Hasta la fecha, Echinococcus spp. se identifica evidentemente por secuenciación de ADN nuclear y genoma mitocondrial acompañada por técnicas de análisis filogenético. Aunque recientemente se ha utilizado la técnica de RFLP en la diferenciación de Echinococcus spp. utilizando un gen no codificante no conservado. Es importante que los que emplean marcadores adicionales (mitocondriales) con bajo número de copias y altas características de variación sean capaces de identificar las especies / cepas desconocidas.

## Resultados filogenéticos
Las técnicas de secuenciación, análisis filogenético y bioinformática del ADNmt y del ADN nuclear revelaron que E. shiquicus y E. multilocularis son especies muy cercanas evolutivamente.
La caracterización molecular de Echinococcus spp. en la meseta tibetana ha demostrado que la diversidad genética de E. shiquicus es más alta que la de E. granulosus y E.multilocularis.
E. shiquicus, sin embargo, se coloca con E. multilocularis en un clado con un antepasado común.
Esta heterogeneidad se puede elucidar por la descripción de tres supuestos: 
•En primer lugar: la presencia de dos mecanismos de reordenamiento, como el desigual entrecruzamiento y el desplazamiento en la longitud de la secuencia del parásito.
•En segundo lugar: la falta de cualquier efecto de cuello de botella después de que su antepasado se hubiera aislado en la Meseta del Tíbet por la colonización de mamíferos alpinos (deriva genética o efecto fundador). 
•Y en tercer lugar: la segregación geográfica a largo plazo en la meseta.
En un estudio de PCR, se realizaron ensayos basados en la amplificación de un fragmento de la subunidad 1 de la NADH deshidrogenasa (ND1) de un gen mitocondrial para la detección de E. shiquicus, E. granulosus y E. multilocularis en regiones co-endémicas de la meseta tibetana.